# Liste d'étoiles de l'amas des Pléiades
Cet article recense les étoiles les plus brillantes de l'amas des Pléiades.

## Description
L'amas des Pléiades rassemble environ 500 étoiles, dont une dizaine sont visibles à l'œil nu.

## Liste
Ce paragraphe liste les principales étoiles de l'amas, classées par magnitude apparente décroissante :
| Nom      | Désignation       | Magnitude apparente | Type spectral |
| -------- | ----------------- | ------------------- | ------------- |
| Alcyone  | η Tauri           | 2,87                | B7III         |
| Atlas    | 27 Tauri          | 3,63                | B8III         |
| Électre  | 17 Tauri          | 3,70                | B6IIIe        |
| Maïa     | 20 Tauri          | 3,87                | B8III         |
| Mérope   | 23 Tauri          | 4,18                | B6IV(e)       |
| Taygète  | q Tauri 19 Tauri  | 4,30                | B6IV          |
| Pléioné  | 28 Tauri BU Tauri | 5,09 (var.)         | B8Vne         |
|          | 41 Tauri GS Tauri | 5,17 (var.)         | Ap            |
|          | HD 23753          | 5,45                | B8V           |
| Célaéno  | 16 Tauri          | 5,46                | B7IV          |
|          | 18 Tauri          | 5,65                | B8V           |
| Astérope | 21 Tauri          | 5,76                | B8V           |
| Astérope | 22 Tauri          | 6,42                | A0Vn          |
|          | HD 23950          | 6,07                | B8III         |
|          | HD 23923          | 6,15                | B8V           |
|          | 24 Tauri          | 6,28                | A0V           |
|          | HD 24368          | 6,35                | A2V           |